# Boulevard de la Marquette
Le boulevard de la Marquette (en occitan : baloard de la Marqueta) est une voie publique de Toulouse, chef-lieu de la région Occitanie, dans le Midi de la France. Il borde au nord le quartier de Compans-Caffarelli dans le secteur 1 - Centre.

## Situation et accès

### Voies rencontrées
Le boulevard de la Marquette rencontre les voies suivantes, dans l'ordre des numéros croissants (« g » indique que la rue se situe à gauche, « d » à droite) :
1. Avenue Honoré-Serres (g)
2. Pont des Minimes (d)
3. Rue du Canon-d'Arcole (g)
4. Rue Lucien-Lafforgue (g)
5. Passerelle Kléber-Haedens - accès piéton
6. Rue Ritay - accès piéton (g)
7. Rue de Sébastopol (g)
8. Rue du Béarnais (g)
9. Rue Émile-Brouardel (g)
10. Impasse de Barcelone - accès piéton (g)
11. Rue du Docteur-Louis-Sanières (g)
12. Pont Sanières (d)
13. Allée de Barcelone (g)
14. Ponts-Jumeaux (d)

## Odonymie
Le boulevard de la Marquette porte ce nom depuis son aménagement, vers 1860. Il le tient d'une propriété qui se trouvait entre le canal du Midi et le canal de Brienne, près de la rue du Béarnais. 

## Patrimoine et lieux d'intérêt

### Canal du Midi
Patrimoine mondial (1996).
Le boulevard de la Marquette longe le canal du Midi. La première partie du canal, entre la Garonne, à Toulouse, et le seuil de Naurouze, est creusée entre 1667 et 1671. 
Le cours du canal est rythmé par deux écluses : 

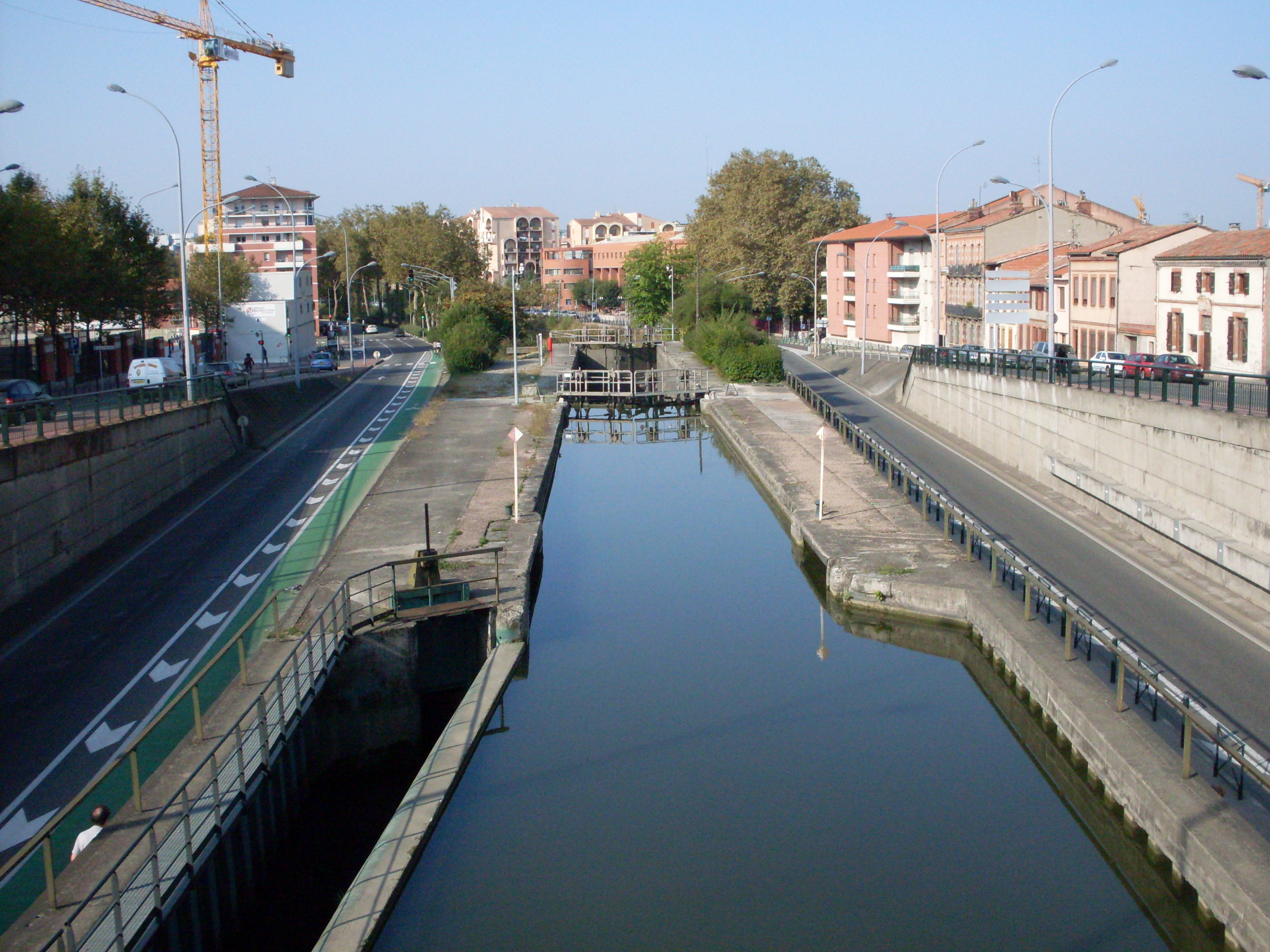
L'écluse des Minimes entre le boulevard de la Marquette et le boulevard de l'Embouchure.

- écluse des Minimes. 
La première écluse est construite vers 1667 sur un modèle d'écluse simple, pourvue de bajoyers rectilignes d'une hauteur considérable afin de franchir l'importante dénivellation. En 1669 cependant, les maçonneries des bajoyers, trop fragiles, cèdent. L'écluse est reconstruite sur le modèle d'écluse double à bajoyers courbes, expérimenté pour l'écluse de Castanet. Deux moulins, profitant de la forte dénivellation, sont établis sur la rive gauche. Le moulin d'amont est abandonné avant 1830, tandis que le moulin d'aval, rehaussé vers 1840, est détruit dans les années 1970. L'écluse est modernisée en 1978. Les maçonneries de pierre et de brique des bajoyers sont conservées, mais il s'agit d'abandonner le modèle d'écluse double au profit d'une écluse simple, plus rapide à franchir par les péniches. Pour cela, le bassin d'aval est allongé par une extension en béton de dix mètres, tandis que le bassin d'amont est abandonné. L'entrée de l'écluse en aval est signalée par un poste de commandement[2].

- écluse du Béarnais.

Le canal est également franchi par plusieurs ponts et passerelle : 
- pont des Minimes. 
Le premier pont des Minimes est construit en 1683, lors du creusement du canal du Midi. Il est reconstruit entre 1761 et 1762 par l'ingénieur Joseph-Marie de Saget, à la demande des États de Languedoc. Il est embelli en 1838 par l'érection de deux colonnes, hautes de 18 mètres, au-dessus des guérites de l'octroi. Mais l'augmentation de la circulation entre l'avenue Honoré-Serres et l'avenue des Minimes amène le conseil municipal à décider l'élargissement du pont : en 1940, les colonnes sont abattues et des trottoirs en béton sont aménagés en encorbellement, puis, en 1966, la démolition complète est décidée. Il est effectivement détruit en 1968. 
Le nouveau pont est construit entre 1968 et 1969. Il se compose d'une seule travée de 41 mètres de long, qui enjambe le canal et une voie de circulation sur chaque berge du canal. Le tablier, en béton précontraint, est supporté par six poutres. Les garde-corps sont métalliques[3],[4].

- passerelle Kléber-Haedens. 
La passerelle est construite en 1989, lors de l'aménagement d'un nouveau quartier au-delà du boulevard de l'Embouchure, autour du chemin du Sang-de-Serp. Elle est nommée en l'honneur de Kléber Haedens (1913-1976), écrivain et journaliste proche de Charles Maurras et de l'Action française, souvent rattaché à l'école littéraire des « Hussards ». La passerelle est construite en béton précontraint. L'aspect massif de l'ensemble est adouci par la part qui est donnée à la végétalisation, afin de l'intégrer aux alignements d'arbres du canal du Midi et au jardin de Compans-Caffarelli. Elle se compose d'un tablier de trois travées, long de 65 mètres, qui enjambe le canal et les voies de circulation. Les garde-corps des escaliers et les arêtes du tablier sont soulignés par des carreaux verts de céramique[5].
- pont du Béarnais.

- pont Sanières. 
Le pont est construit entre 1967 et 1968, afin de résoudre le problème de l'augmentation de la circulation automobile au niveau des Ponts-Jumeaux. Il est nommé en l'honneur du docteur Louis Sanières (1903-1964), radiologue toulousain engagé dans de nombreuses œuvres sociales[6]. Le pont se compose d'un tablier de béton de 16 mètres de large. Il repose sur des culées en béton couvertes d'un plaquis de brique[7].

### Conseil départemental
- no  1 : hôtel du département. 
En 2000, les services du conseil général de la Haute-Garonne s'installent dans le nouvel hôtel du département, construit entre le boulevard de la Marquette, l'avenue Honoré-Serres et la rue du Canon-d'Arcole, à l'emplacement d'anciens entrepôts de la Compagnie des omnibus toulousains, devenue la Société des transports en commun de la région toulousaine (STCRT), puis la Société d'économie mixte des voyageurs de l'agglomération toulousaine (SEMVAT). Les travaux de l'hôtel du département, qui s'étalent de 1995 à 2000, sont menés par les architectes américains Robert Venturi et Denise Scott Brown. L'édifice, monumental, de style postmoderne, possède une structure en béton, mise en valeur par le jeu de polychromie du parement en calcaire et en brique alternés. Il se compose de deux barres parallèles, larges de 14 mètres et hautes de 25 mètres, reliées par deux bâtiments vitrés. À l'entrée, au nord-est, les deux colonnes rappellent les colonnes du pont des Minimes, élevées par Urbain Vitry et détruites en 1969[8],[9].

### Site EDF-GDF de la Marquette
- no  21 : immeuble Riverside. 
L'immeuble Riverside est construit en 2018 par l'agence toulousaine Puig Pujol Architecture (PPA) pour le compte de Covivio. Il s'élève à l'emplacement des anciens bureaux de la Société pyrénéenne d'énergie, nationalisée après la Seconde Guerre mondiale au sein d'EDF[10],[11]. L'édifice se compose de deux corps de bâtiment, qui offrent 11 400 m² de bureaux et services. Le premier corps de bâtiment, en façade sur le boulevard, s'élève sur cinq étages. Il est largement occupé par des services du conseil départemental, tels que Haute-Garonne Ingénierie (l'agence technique départementale) et la Maison des territoires, ainsi que par Oppidea, société d'économie mixte d'aménagement de Toulouse Métropole. Le plafond du parvis d'accès a été conçu par l'artiste suisse Stéphane Dafflon : l'œuvre, Blue in Green, s'intègre à la structure des cassettes métalliques du plafond. La composition, en dégradés de bleus et de verts, du plus clair au plus foncé, de l'extérieur vers l'intérieur, souligne le lien entre la végétation et le canal du Midi. C'est aussi une référence mélodique à un morceau de jazz joué par Miles Davis[12].

- no  21 : Centre de distribution mixte. 
Le Centre de distribution mixte d'EDF-Toulouse Nord est construit en 1981 par l'agence Arca, composée de Francis Cardete, Gérard Huet, Jean Painvin, Claude Rigoux et Yves Rougé. L'édifice repose sur un socle en rez-de-chaussée qui abrite les parkings et les locaux techniques. Il se compose de deux corps de bâtiments de quatre étages, de plan carré et reliés par une verrière inversée. Les façades répètent un module de fenêtre carrée en double peau. Un grand patio central, de plan carré, distribue les niveaux. Une tour pour les antennes de télécommunications s'élève sur le toit[13].